# Plzeň TV
Plzeň TV je regionální televizní stanice. Vysílá v okolí Plzně. Vysílání je možné zachytit z vysílače Plzeň – Sylván na kanálu 27. Je zde vysílána hodinová smyčka, která je každý den v 18 hodin aktualizována. Dříve stanice nesla název Plzeňská 1.

## Schéma vysílání
Každá celá hodina začíná zprávami, poté jsou zde vysílány magazíny ze společenského života, kultury a sportu. Následuje repríza zpráv a publicistické pořady na často projednávaná témata v Plzeňském kraji.

## Dostupnost
Stanice vysílá volně prostřednictvím Regionální sítě 17 z vysílače Plzeň – Sylván na kanálu 27, kde je od 12. dubna 2021 dostupná ve Full HD kvalitě. Je také dostupná prostřednictvím některých kabelových společností. Na webu jsou vysílány aktualizované zprávy.